# Provincie Zamora
Zamora (výslovnost [θa´moɾa]) je španělská provincie na západě Španělska, v západní části autonomního společenství Kastilie a León. Současná provincie vznikla jako jedna ze tří provincií roku 1833 rozdělením bývalého království León. Hraničí s provinciemi Ourense, León, Valladolid, a Salamanca, a s Portugalskem.

## Geografie
Téměř 1/3 z celkového počtu obyvatel žije v provinčním hlavním městě, Zamora. Provincie má celkem 250 obcí. V roce 2002 měla 195 665 obyvatel, v roce 2014 již jen 185 432 obyvatel, v roce 2021 pak 168 725 obyvatel.
Od východu k západu protéká provincií Duero. Jinak provincie patří k Severní mesetě, náhorní rovině ve výšce mezi 650 a 800 m n. m. Severozápadní část je hornatá. Zde leží Lago de Sanabria, největší ledovcové jezero Španělska.

## Jazyky
Hlavním jazykem provincie Zamora je španělština. Především v západní a severní část se kromě toho používá leonský jazyk. Ve třech obcích na nejzazším severozápadě se hovoří také galicijštinou.

## Památky
1. Historické kostely a budovy města Zamora
2. Benavente: 70 km severně od Zamory. Kostel Santa María a hrad La Mota (nyní parador). Hradní palác se využívá jako Parador Fernando II de Leon. Palác byl vystavěn ve 12. století a je součástí bývalého městského opevnění.
3. Toro, 39 km od Zamory. Fasáda „Palacio de las Leyes“ a kapitulní chrám Santa María la Mayor (též La Colegiata). Vína z tohoto města si sebou měl vzít do Ameriky Kryštof Kolumbus.
4. Sanabria: na hranici s Galícií, byla prohlášena historickým a uměleckým centrem a leží v krajině nedaleko stejnojmenného jezera.
5. Fermoselle, na hranici s Portugalskem a na okraji přírodního parku Arribes del Duero.
6. Arribes tvoří přírodní rezervaci s největším výskytem vlků v celé Evropě.
7. Villafáfila. Jezera, ve starověku pláže, jsou stále písečná, vyskytují se zde zkameněliny a jsou domovem mnoha druhů evropských ptáků. Jde o druhý největší vodní zdroj ve Španělsku kromě přehrad Doñana.

## Symbolika

### Vlajka provincie
je tvořena osmi červenými pruhy a jedním zeleným (pruhy jsou odděleny úzkými bílými). Jde o historickou vlajku a není znám žádný předpis, kterým by byla zavedena. Tvoří také součást znaku města Zamory. (viz níže).

### Znak provincie
Štít dělený, 1) dvakrát polceno, a) polceno se špicí, v prvním poli ve zlatě přirozený býk ve skoku doleva, ve druhém stříbrném červený lev, zelená špice (Toro); b) ve stříbře zlatý most nad vlnami (modrými a zlatými) na mostě postava Madony s dítětem, provázené dvěma věžemi, též zlatými s červenými okny a branou (Benavente); a c) ve stříbře štít, který se dotýká okrajů pole, pruhovaný modře a zlatě, v něm zlaté slunce (Villalpando); 2) 3x polceno, a) děleno vidlicí, 1. a 2. zlatá věž v červeném, špice stříbrná s červeným lvem (Alcañices); b) v modrém zlatý ondřejský kříž, provázený čtyřmi zlatými liliemi, modrý lem s osmi stříbrnými půlměsíci (? – obrázek neodpovídá – Sanabria); c) ve zlatě zlatý (? – přirozený) hrad s černými okny a branou (Bermillo de Sayago); a d) ve stříbře černý orel (dvouhlavý) s černými drápy, nad ním uzavřená královská koruna a dva červeno-bílé praporky na zlatém kopí (Fuentesaúco). Srdeční štítek města Zamora. (Polcený štít, vpravo ve stříbře obrněná paže, držící prapor s osmi červenými pruhy a jedním zeleným. Vlevo, též ve stříbře, je na zeleném pažitu stříbrný most o třech obloucích, černě zděný a se dvěma věžemi nad modrými a stříbrnými vlnami).
Klenot: uzavřená královská koruna, červeně a stříbrně pruhovaná.